# Järvenperä
Järvenperä est un quartier de la ville d'Espoo en Finlande.

## Description
Järvenperä compte 4 345 habitants (31.12.2016).
Ses quartiers voisins sont Bodom, Högnäs, Karvasmäki, Laaksolahti, Lippajärvi et Vanhakartano.